# Caserne Vauban (Fribourg-en-Brisgau)
Pour les articles homonymes, voir Caserne Vauban (homonymie).
La caserne Vauban à Fribourg-en-Brisgau dans le Bade-Wurtemberg était une base des Forces françaises en Allemagne (FFA).
Construite en 1937 pour la Wehrmacht allemande sous le nom de caserne Schlageter, elle est rebaptisée en 1945, après la Seconde Guerre mondiale et au début de l'occupation française du sud-ouest de l'Allemagne, en hommage au bâtisseur de forteresses Sébastien Le Prestre de Vauban.
Depuis le retrait du contingent militaire français en 1992, de grandes parties du quartier Vauban se trouvent à l'emplacement de l'ancienne caserne, aujourd'hui utilisée à des fins civiles.

## Histoire

### Caserne allemande Schlageter (1937-1945)
La construction de la caserne a commencé en 1937 à la suite de la remilitarisation de la Rhénanie par les nationaux-socialistes dans le cadre du réarmement à l'approche de la Seconde Guerre mondiale. Auparavant, la zone faisait partie de la zone démilitarisée établie pour la sécurité de la France jusqu'en 1936 à la suite du traité de Versailles. À l'époque où elle était utilisée par la Wehrmacht, la caserne portait le nom d'Albert Leo Schlageter, une figure martyre du « Troisième Reich » sous la dictature nazie.
Le terrain de 17 hectares appartenait à Sankt Georgen. En 1937, la commune a le choix entre augmenter les coûts d'aménagement de 600 000 Reichsmarks ou être intégrée à Fribourg. En 1938, le site est intégré de force à la ville de Fribourg sous le maire national-socialiste Franz Kerber..Une zone d'entraînement militaire est créée sur le Schönberg, aujourd'hui réserve naturelle de Berghauser Matten. En onze mois, plus de 200 contrats d'achat sont conclus pour acquérir des terrains auprès de particuliers.
La caserne est occupée par la 5e division d'infanterie, créé en octobre 1936, et reste intacte pendant la Seconde Guerre mondiale.

### Caserne française Vauban (1945-1992)
Avec la prise de Fribourg par les troupes alliées le 21 avril 1945, les autorités militaires françaises s'emparent de la caserne et la rebaptisent du nom du constructeur de forteresses Sébastien Le Prestre, marquis de Vauban. Sous Louis XIV, Vauban avait déjà transformé  Fribourg, alors occupée par les Français, en la  transformant en ville forteresse.
Après la fin de la Seconde Guerre mondiale, la caserne a servi de point de rassemblement pour les anciens travailleurs forcés polonais et soviétiques venus de divers camps et usines du Reich allemand afin d'organiser leur retour chez eux. À l’automne 1945, ils sont libérés et regagnent leur pays d’origine. Les Français occupent alors la zone avec des unités des « Forces françaises en Allemagne » (FFA). Ils l'ont étendu sur une superficie de 38 hectares.

### Utilisation du district civil (depuis 1992)
Le 15 août 1992, à la suite de la réunification allemande, le contingent français se retire de Fribourg en vertu des dispositions du traité de Moscou. Le quartier Vauban a été construit sur le site : douze bâtiments du complexe de la caserne ont été ultérieurement rénovés et transformés. Un projet visant à préserver et à rénover trois autres bâtiments de caserne a échoué. Ces trois bâtiments et tous les autres ont été démolis. Les douze bâtiments convertis sont toujours utilisés aujourd'hui, quatre d'entre eux par le projet d'habitat SUSI et six autres par l'Union des étudiants.
Les toponymes actuels des rues de la caserne et de ses environs, par exemple Heinrich Mann, Walter Gropius, Kurt Tucholsky, Georg Elser, Lise Meitner, Marie Curie et la militante pacifiste fribourgeoise Adinda Flemmich contrastent fortement avec l'ancien nom de Schlageter dans leur relation avec le national-socialisme.